# Depressive Age
I Depressive Age sono stati un gruppo Technical thrash tedesco, formatosi a Berlino Est nel 1985.

## Storia del gruppo
Il gruppo nasce per volere del cantante batterista Jan Lubitzki e del bassista Tim Schallenberg, nella Berlino Est ancora in piena guerra fredda, inizialmente con il nome Blackout. A partire dal 1987 i componenti del gruppo cominciarono gradualmente a cercare di trasferirsi nella parte ovest della città. Nel tentativo di attraversare il muro Jan Lubitzki venne arrestato ed incarcerato per un anno, fu solo nel 1991 che riuscì a raggiungere il resto del gruppo, che a quel punto aveva già adottato definitivamente il nome Depressive Age. 
Fino al 1990 erano state date alla luce soltanto delle demo autoprodotte e distribuite su musicassetta: Beyond Illusions, The New Demo e Depressive Age, contenenti già le tracce che sarebbero poi state incluse nel loro primo album che arrivò qualche anno più tardi, nel 1992.
L'album di debutto si intitola First Depression ed è un disco thrash metal con influenze progressive e doom. I riff di chitarra cupi, affiancati da veloci assoli, la voce chiara e cantilenante del frontman Jan Lubitzki e l'incisiva linea di basso di Tim Schallenberg diventarono immediatamente tratti caratteristici della band, da questo album è estratto Innocent in Detention, unico singolo del gruppo. Nel 1993 è la volta di Lying in Wait, album cupo e sulla linea del precedente nel quale i Depressive Age confermano le tematiche fino a quel momento espresse. Successivamente sono arrivati Symbols for the Blue Times nel quale sono state introdotte sonorità più melodiche e Electric Scum, quarto ed ultimo album, che vede la luce senza il chitarrista Ingo Grigoleit che abbandona il gruppo per intraprendere la carriera di attore e che contiene una cover del gruppo britannico Bronski Beat, nel quale i Depressive Age hanno sperimentato stili diversi più simili al rock alternativo, introducendo canzoni molto più orecchiabili e melodiche e allontanandosi dalle tematiche dell'inizio, segnando così una rottura con le composizioni del passato, tanto da decidere di cambiare nome in D-Age; è con questo nuovo nome che pubblicano nel 1997 l'EP Smalltown Boy dove ripropongono canzoni da Electric Scum in versione acustica. Dopo la produzione di questo EP la band è gradualmente scomparsa dalla scena musicale.
Nel 2003 si riformano con il nome di Depressive Age ma con Jan Lubitzki come unico membro rimasto tra quelli fondatori, per poi sciogliersi nuovamente solo un anno dopo. Nel 2005 sul sito ufficiale della band venne proposta, solo in formato digitale, una nuova demo composta da 7 brani, New Bomb Energy, che però non si tradusse mai in una nuova pubblicazione ufficiale. Nel frattempo, sempre Jan Lubitzki adottando il nome di Jan Dorn ha fondato un nuovo gruppo, i Silberschauer, nel quale suona la batteria. Il batterista Norri dal 2000 suona con le tre band medieval rock Tanzwut, Corvus Corax e Cantus Buranus. 
Di tanto in tanto la band si è riunita per sporadiche esibizioni dal vivo, l'ultima per una concerto acustico al theARTer a Berlino nel 2014 con Lubitzki alla voce, Schallenberg alla chitarra acustica e Maik Oberpichler alla batteria.
Nel 2017, dopo una lunga malattia, il bassista Tim Schallenberg è venuto a mancare, ulteriori sviluppi riguardanti il futuro artistico della band sono diventati ancora più improbabili.

## Formazione

### Formazione originale
- Jan Lubitzki – voce (1985-2001, 2003-2004, 2014)
- Jochen Klemp – chitarra solista (1988-2001)
- Ingo Grigoleit – chitarra ritmica (1992-2001)
- Tim Schallenberg – basso (1988-1998) chitarra acustica (2014)
- Norbert Drescher – batteria (1985-2001)

### Altri membri
- Miles Stone - basso (2003-2004)
- Niels Eberle - batteria (2003-2004)
- Maik Oberpichler - batteria (2014)

## Discografia

### Album in studio
- 1992 – First Depression (GUN Records, GUN 011)
- 1993 – Lying in Wait (GUN Records, GUN 020)
- 1994 – Symbols for the Blue Times (GUN Records, GUN 047)
- 1996 – Electric Scum (GUN Records, GUN 111)

### EP
- 1997 – Smalltown Boy (GUN, GUN 113)

### Raccolte
- 1999 – From Depressive Age to D-Age (GUN, GUN 180 / 74321 68888 2)

### Demo
- 1990 – Beyond Illusions (autoprodotto)
- 1990 – The New Demo (autoprodotto)
- 1991 – Depressive Age (autoprodotto)
- 2005 – New Bomb Energy (autoprodotto)

## Videografia

### Video musicali
- 1994 - Depressive Age: Friend Within - dall'album Symbols for the Blue Times
- 1997 - Small Town Boy - dall'album Smalltown Boy

## Tournée
- 1992 - First Depression Tour[17]
- 1994 - Symbols for the Blue Times Tour